# Grand Prix Francie 2004

Grand Prix Francie XC Grand Prix de France
- 4. červenec 2004
- Okruh Magny-Cours
- 70 kol x 4,411 km = 308,586 km
- 723. Grand Prix
- 79. vítězství Michaela Schuamchera
- 176. vítězství pro Ferrari

## Výsledky
| Pozice | Jezdec               | Vůz              | Čas            |
| ------ | -------------------- | ---------------- | -------------- |
| 1      | Michael Schumacher   | Ferrari F2004    | 1:30'18.133    |
| 2      | Fernando Alonso      | Renault R 24     | á 0:08:329     |
| 3      | Rubens Barrichello   | Ferrari F2004    | á 0:31:622     |
| 4      | Jarno Trulli         | Renault R 24     | á 0:32:082     |
| 5      | Jenson Button        | BAR 006          | á 0:32:484     |
| 6      | David Coulthard      | McLaren MP 4/19B | á 0:35:520     |
| 7      | Kimi Räikkönen       | McLaren MP 4/19B | á 0:36:230     |
| 8      | Juan Pablo Montoya   | Williams FW26    | á 0:43:419     |
| 9      | Mark Webber          | Jaguar R5        | á 0:52:394     |
| 10     | Marc Gené            | Williams FW26    | á 0:58:166     |
| 11     | Christian Klien      | Jaguar R5        | á 1 kolo       |
| 12     | Giancarlo Fisichella | Sauber C 23      | á 1 kolo       |
| 13     | Felipe Massa         | Sauber C 23      | á 1 kolo       |
| 14     | Cristiano da Matta   | Toyota TF 104    | á 1 kolo       |
| 15     | Olivier Panis        | Toyota TF 104    | á 2 kola       |
| 16     | Nick Heidfeld        | Jordan EJ 14     | á 2 kola       |
| 17     | Giorgio Pantano      | Jordan EJ 14     | á 3 kola       |
| 18     | Gianmaria Bruni      | Minardi PS 04 B  | á 4 kola       |
| Kolo   | Odstoupili           | -                | -              |
| 31     | Zsolt Baumgartner    | Minardi PS 04 B  | Vyjetí z trati |
| 15     | Takuma Sató          | BAR 006          | Motor          |

### Nejrychlejší kolo
- Michael SCHUMACHER Ferrari 	1'15.377 - 210.669 km/h

### Vedení v závodě
- 1-32 kolo Fernando Alonso
- 33-42 kolo Michael Schumacher
- 43-46 kolo Fernando Alonso
- 47-70 kolo Michael Schumacher

### Postavení na startu
| 1. řada  | 2                  | 1                    |
|          | Michael Schumacher | Fernando Alonso      |
|          | Ferrari            | Renault              |
|          | 1'13.971           | 1'13.698             |
| 2. řada  | 4                  | 3                    |
|          | Jenson Button      | David Coulthard      |
|          | BAR                | McLaren              |
|          | 1'13.995           | 1'13.987             |
| 3. řada  | 6                  | 5                    |
|          | Juan Pablo Montoya | Jarno Trulli         |
|          | Williams           | Renault              |
|          | 1'14.172           | 1'14.070             |
| 4. řada  | 8                  | 7                    |
|          | Marc Gené          | Takuma Sato          |
|          | Williams           | BAR                  |
|          | 1'14.275           | 1'14.240             |
| 5. řada  | 10                 | 9                    |
|          | Rubens Barrichello | Kimi Räikkönen       |
|          | Ferrari            | McLaren              |
|          | 1'14.478           | 1'14.346             |
| 6. řada  | 12                 | 11                   |
|          | Mark Webber        | Cristiano da Matta   |
|          | Jaguar             | Toyota               |
|          | 1'14.798           | 1'14.553             |
| 7. řada  | 14                 | 13                   |
|          | Olivier Panis      | Christian Klien      |
|          | Toyota             | Jaguar               |
|          | 1'15.130           | 1'15.065             |
| 8. řada  | 16                 | 15                   |
|          | Felipe Massa       | Giancarlo Fisichella |
|          | Sauber             | Sauber               |
|          | 1'16.200           | 1'16.177             |
| 9. řada  | 18                 | 17                   |
|          | Giorgio Pantano    | Nick Heidfeld        |
|          | Jordan             | Jordan               |
|          | 1'17.462           | 1'16.807             |
| 10. řada | 20                 | 19                   |
|          | Zsolt Baumgartner  | Gianmaria Bruni      |
|          | Minardi            | Minardi              |
|          | 1'18.247           | 1'17.913             |
| -------- | ------------------ | -------------------- |

### Zajímavosti
- McLaren nasadil nový vůz MP4/19B
- Christian Klien a Gianmaria Bruni zajeli svou 10 GP.